# Hina Rabbani Khar
Hina Rabbani Khar (Multan, 19 novembre 1977) è una politica pakistana.
A soli 34 anni è stata nominata ministro degli Esteri del Pakistan carica che ha ricoperto dal febbraio 2011 al marzo 2013. Una nomina storica, visto che Hina è la prima donna a guida della diplomazia del Paese asiatico nonché il ministro più giovane di sempre in Pakistan.